# Helmut Lipfert
Helmut Lipfert (né le 6 août 1916, mort le 10 août 1990), était un as de l'aviation allemande durant la seconde guerre mondiale. Ce conflit vit les pilotes de la Luftwaffe obtenir un nombre considérable de victoires aériennes. Une centaine atteignirent les 100 victoires et parmi eux quinze parvinrent à en remporter au moins 200 ; le dernier à y parvenir sera Helmut Lipfert.

## Du char au chasseur
Helmut Lipfert est initialement formé dans la Panzerwaffe. C'est donc à bord d'un char qu'il participe au Blitzkrieg au printemps 1940. Désireux cependant de voler, il parvient à se faire muté dans la Luftwaffe en 1941 et commence sa formation de chasseur qui durera 2 ans. Il devient cependant instructeur et devra encore patienter pour se faire muter au combat. Le 16 décembre 1942, c'est avec le grade de Leutnant qu'il est assigné à la 6./JG 52 sur le front Est. La JG 52 est une escadre dont la réputation n'est plus à faire, avec sept de ses pilotes ayant déjà un palmarès à plus de 100 victoires fin 1942, dont un plus de 200, et pas moins de 28 Ritterkreuz distribuées !

## Les prémices d'un as
Pour sa part, Lipfert effectua sa première mission le 18 décembre 1942 comme ailier de l'Oberfeldwebel  Heinrich Sturm. Le 30 janvier 1943 lors de sa 18e sortie, il ouvre son score en abattant un chasseur La-5, confirmé par son leader du moment, le Hauptmann Rudolf Resch. C'est alors le début d'une longue série qui débute de façon modeste mais respectable. Deux victoires en février, cinq en mars, une en avril, deux en juin, six en juillet pour sa 17e. En septembre, le Leutnant Lipfert devient Staffelkapitän de la 6./JG 52 après la disparition du jeune Heinz Schmidt, soit le quatrième chef d'escadrille de l'unité à périr en huit mois,. Lipfert lui, va déjouer cette statistique. Après 25 avions abattus au compteur, le nouvel as allemand va décupler son palmarès lors des trois derniers mois de l'année : 18 victoires en octobre (dont un quintuplé), 21 en novembre et 16 autres en décembre.

## La confirmation
Lipfert part en permission début février 1944 après avoir porté son score à 88. Il retrouve la voie des airs au 1er avril pour débuter un printemps prolifique. Le 5 avril, il est décoré de la Croix de chevalier de la croix de fer après avoir atteint les 90 victoires ; six jours plus tard, il atteignait sa 100e. Les jours qui suivent sont pour l'as allemand d'une régularité étonnante. Le 5 juin, il réalise un quadruplé pour sa 126e victoire, avant que le son Gruppe ne se retrouve confronté pour la première fois aux quadrimoteurs lourds de l'USAAF et son escorte musclée au-dessus de la Roumanie. Les 11 et 24 juin, l'Oberleutnant Lipfert descend respectivement un B-17 et un B-24. L'infatigable pilote poursuit ensuite ses nombreuses missions contre l'armée rouge. En été, Lipfert se marie et devient Hauptmann ente deux missions ; le 24 octobre, il descend un Yak-7 pour sa 150e victoire. Faisant face parfois à des pilotes soviétiques de grande valeur, Helmut Lipfert parvient tout de même à descendre encore 29 adversaires en 43 missions du 27 octobre au 27 janvier 1945, et devient pour cela éligible aux feuilles de chêne.

## Derniers mois de combat
Le 15 février 1945, le Hauptmann Lipfert reprend sans enthousiasme le I./JG 53 alors engagé en Hongrie dans de féroces combats au sud-est du front. Bien que proche d'une dissolution imminente, Lipfert y remporta 3 succès fin février et encore 15 autres en mars avant la retraite inexorable du groupe en Autriche,. Le 8 avril, Helmut Lipfert atteint la barre absolue des 200, et reçoit le 17 les feuilles de chêne au lendemain de sa 203e victoire et la dissolution du I./JG 53, dont les restes seront incorporés au II./JG 52. Lipfert revient donc à son ancienne escadre jusqu'à la fin de la guerre mais son score ne changera plus.
Le Hauptmann Helmut Lipfert a remporté 80 victoires en 1943, 86 en 1944 et 37 autres en 1945, le tout en 687 missions de guerre. Sur ses 203 victoires, on trouve 39 avions Il-2 et ses succès au sol comptent également deux torpilleurs coulés et trente véhicules motorisés détruits. Abattu à onze reprises par la DCA et deux fois par la chasse, il échappera cependant aux blessures graves. Sa carrière n'aura pas été des plus simples pour autant. Hormis plusieurs autres avions abattus qui ne purent être confirmés faute de témoins,, l'enrayement fréquent des armes de bord au moment de presser le bouton offrait une frustration certaine, quand ce n'était pas les problèmes de moteur ou de compas défectueux, amenant à frôler un atterrissage en territoire adverse,. La pénurie d'officiers exigeait de lui un maintien opérationnel à la limite de la rupture physique, et l'as doit sa survie à ses différents ailiers qui le couvrirent plus d'une fois,. Pesa également sur le pilote la prise de conscience de devoir tuer d'autres pilotes tout comme des pilotes roumains après le changement de camps de leur pays, ainsi que celle de perdre des frères d'arme sous ses yeux, à l'instar d'Otto Fönnekold et Heinrich Sturm (tués), ou encore Heinz Sachsenberg gravement blessé, tous trois as à plus de 100 victoires.
Après la guerre, Helmut Lipfert devient professeur d'école. Il a également coécrit ses mémoires de guerre dans le livre « The War Diary ». Helmut Lipfert est décédé le 10 août 1990 à 74 ans.